# Regiunea Hodh Ech Chargui
Hodh Ech Chargui este o regiune întinsă din Mauritania, cu reședința la Néma.
Cuprinde 6 departmente:
- Amourj
- Bassikounou
- Djigueni
- Néma
- Oualata
- Timbedra